# Signo de la bufanda
El signo de la bufanda es una maniobra usada en neonatología como parte de los criterios de evaluación del test de Ballard, con el fin de estimar, indirectamente, la edad gestacional de un recién nacido. La maniobra pone a prueba el tono pasivo de los músculos flexores del hombro. Los neonatos tienden a ser hipotónicos, de modo que la resistencia a la extensión del brazo es mínima. Mientras más a término sea el nacimiento, mayor será el tono muscular y la resistencia a la maniobra.

## Técnica
El recién nacido debe estar acostado en posición supina, con el examinador detrás de la cabeza del bebé. La maniobra hace que el examinador tome la mano del bebé y lo haga cruzar a lo largo del pecho en dirección del hombro opuesto. Con la mano libre, el examinador hace pequeños empujes con el pulgar sobre el codo del brazo examinado con el fin de sentir la flexión pasiva o la resistencia a la maniobra de extensión. 
La maniobra tiene como finalidad poner a prueba la oposición natural que los músculos del hombro ofrecen al extender el brazo sobre el pecho del bebé hacia el hombro opuesto. Dicha oposición ocurrirá si los músculos flexores tienen tono muscular, el cual está ausente o muy leve en niños prematuros.

## Interpretación
La puntuación obtenida del signo de la bufanda tiene su fundamento en el punto del pecho donde queda el codo al liberar la presión de extensión sobre el pecho. Son posibles un total de 6 puntos:
- -1: si el codo queda flácido a nivel del cuello;
- 0: si el codo queda en la línea axilar opuesta;
- 1: si el codo queda a nivel del pezón opuesto;
- 2: si el codo queda a nivel del apéndice xifoides;
- 3: si el codo queda a nivel del pezón del mismo lado;
- 4: Si el codo queda en la línea axila del mismo lado.